# Frithiof Englund
Väinö Frithiof Englund, född 18 september 1879 i Helsingfors, död 23 januari 1951 i Stockholm, var en svensk kontorschef och konstnär.
Han var son till telegrafchefen Georg Englund och Hilda Hertzman samt från 1909 gift med Marie-Louise Tujulin.
Englund växte upp i Uleåborg men flyttade runt sekelskiftet till Stockholm där han anställdes vid Svenska penninglotteriet. Hans stora livsintresse var konst och han anmälde sig till Carl Wilhelmsons målarskola efter studierna där bedrev han självstudier i Köpenhamn, Paris och Florens. Han ställde ut separat i Motala 1949 och medverkade därefter i utställningar med Sveriges allmänna konstförening. Hans konst består av porträtt, stilleben och landskap företrädesvis skärgårdsmotiv.